# Azuay
Azuay er en provins i Ecuador, dannet den 25. juni 1824. Dens areal er på 8.100 km² og med ca. 600.000 indbyggere. Provinshovedstaden er Cuenca. Provinsen ligger i det sydlige centrale højland i Ecuador, med bjergtoppe på 4500 m.o.h. Her ligger også El Cajas nationalparken. Azuay gennemskæres af den Panamerikanske motorvej.

## Administrativ inddeling
Provinsen er underopdelt i 15 cantoner.
- Camilo Ponce Enríquez
- Chordeleg
- Cuenca
- El Pan
- Girón
- Guachapala
- Gualaceo
- Nabón
- Oña
- Paute
- Pucará
- San Fernando
- Santa Isabel
- Sevilla de Oro
- Sigsig